# Mária Lugossy
Dans le nom hongrois Lugossy Mária, le nom de famille précède le prénom, mais cet article utilise l’ordre habituel en français Mária Lugossy, où le prénom précède le nom.
Mária Lugossy (Budapest, 9 mai 1950 - Budapest, 15 août 2012), est une artiste émérite hongroise exerçant dans l'orfèvrerie, la sculpture, le dessin et la verrerie.

## Biographie
Mária Lugossy étudie entre 1969 et 1973 à l'École supérieure hongroise d'art appliqué dans le département d'orfèvrerie, puis entre 1973 et 1975 à l'institut Főiskolai Továbbképző Intézet.
Dès le début de sa carrière, elle s'intéresse davantage aux œuvres exposées dans les lieux publics, ce qui correspond au thème de son travail de diplôme : une horloge électronique de quatre mètres dans l'auditorium de l'École supérieure des transports et des communications de Győr.
En plus de son travail, elle se forme de façon continue et enseigne son métier d'artiste et ses méthodes. Elle participe en 1977-1978 au symposium « Sculpteur d'acier » à Győr (aux Rába Művek), en 1982 aux Symposiums internationaux du Verre à Frauenau et à Nový Bor. En 1984, elle mène des échanges de vues à Sars-Poteries et au Royal College of Art de Londres aux Symposiums internationaux du Verre « Verre et Architecture », ainsi qu'au Symposium international « Verre, sculpture et architecture » à Hergiswil et Immenhausen. En 1991, elle donne des présentations comme professeur invité à l'école d'été de Sars-Poteries et au château Beychevelle. En 1994, également à Sars-Poteries, puis en 1998 à Pilchuck elle tient une série de conférences à l'Université d'été en tant que professeur invité. Au cours de sa carrière, elle a reçu de nombreux prix en dehors de la Hongrie, notamment au Japon, en Grande-Bretagne et aux États-Unis.

## Galerie

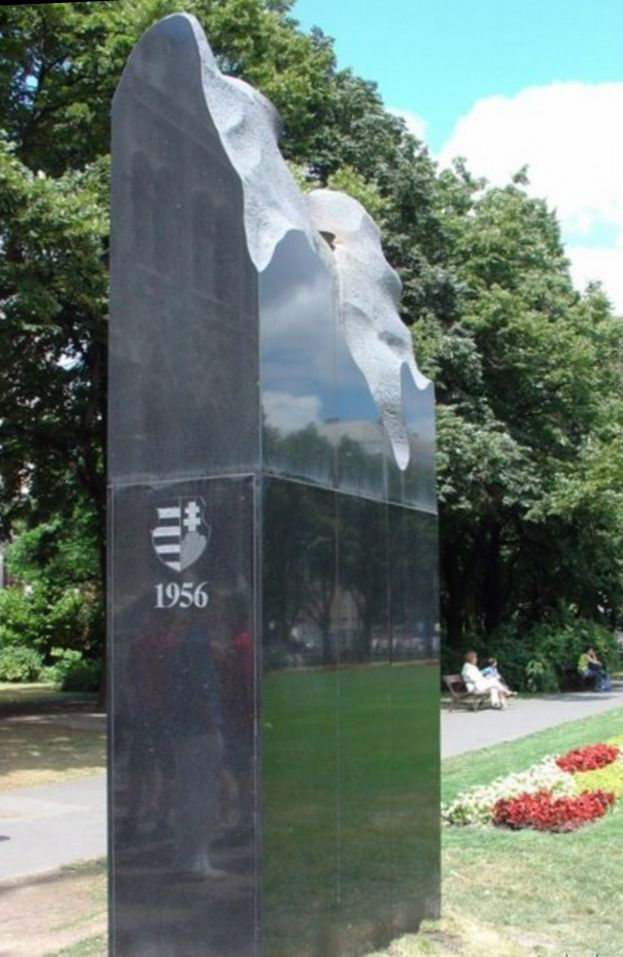
Flamme de la Révolution (1956), place Lajos Kossuth à Budapest.
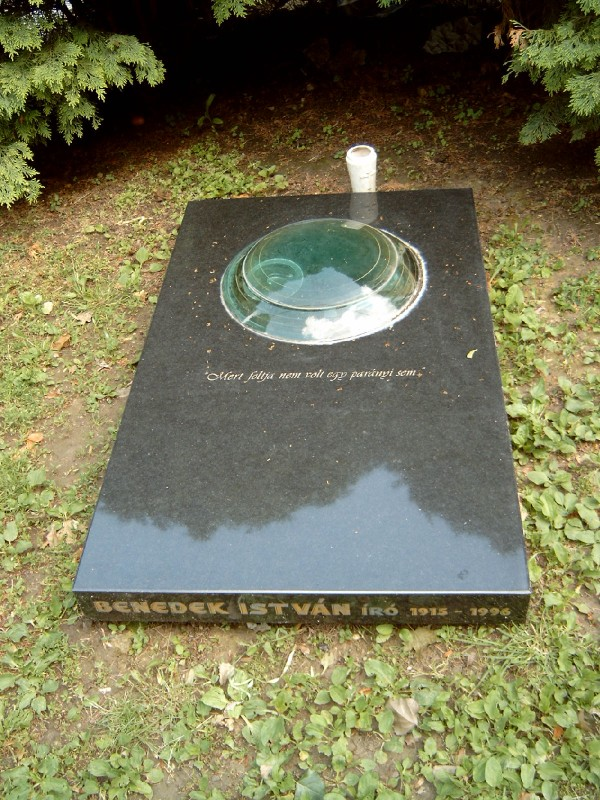
Tombe d'István Benedek dans le cimetière de Farkasrét, Budapest.
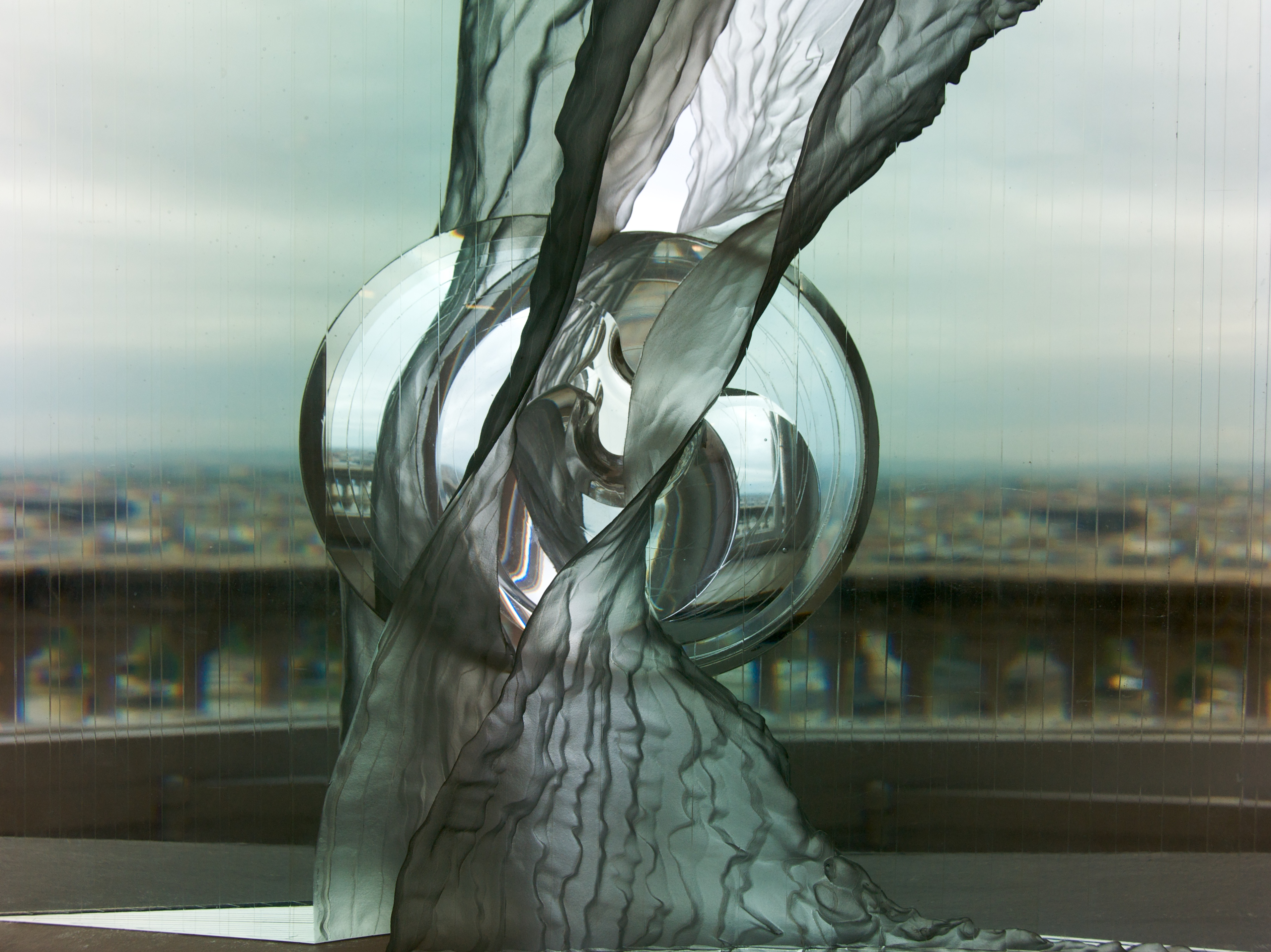
Tektit II., Galerie nationale hongroise, Budapest.
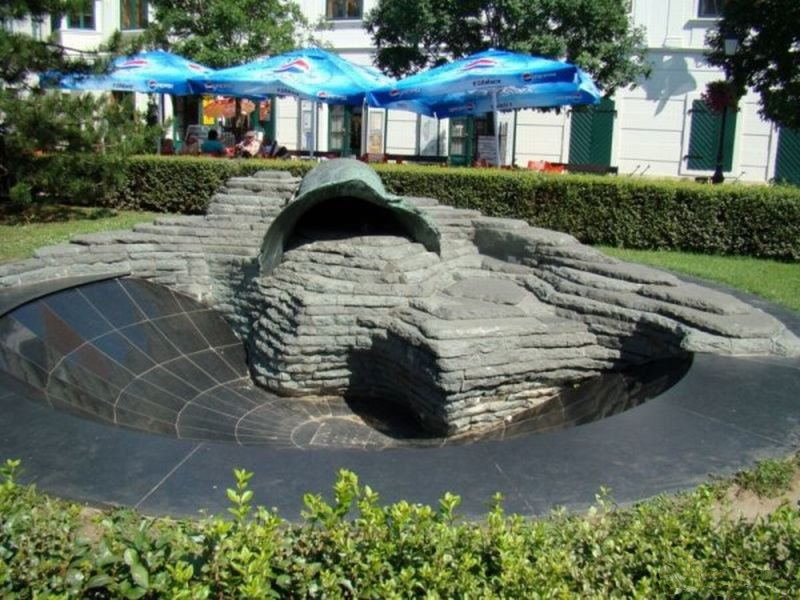
Mémorial des victimes de la Seconde Guerre mondiale à Székesfehérvár, Hongrie.

## Expositions
- 1974 - Association des architectes hongrois (avec Zoltán Bohus et Ildikó Ardai), Budapest
- 1975 - Maison des jeunes, Győr (avec Zoltán Bohus et Tibor Csiky), Győr
- 1977 - Petite Galerie de Szoboszló (avec Zoltán Bohus), Hajdúszoboszló
- 1977 - Galerie Helikon, Budapest
- 1977 - Petite Galerie d'Eger (avec Zoltán Bohus), Eger
- 1978 - Centre culturel départemental Attila József (avec Zoltán Bohus), Salgótarján
- 1978 - Centre culturel (avec Zoltán Bohus), Eger
- 1978 - Salle Uitz (avec Zoltán Bohus), Dunaújváros
- 1979 - Galerie Vasas (avec Zoltán Bohus), Diósgyőr
- 1980 - Chapelle bleue (avec Pál Deim), Boglárlelle
- 1980 - Institut hongrois de Varsovie (avec Zoltán Bohus), Varsovie
- 1981 - Salle d'exposition Gyorsuló Tér de la rue Dorottya, Budapest
- 1982 - Pharmacie Fekete Sas (Aigle Noir), Székesfehérvár
- 1983 - IVe Biennale Numismatique Nationale, maison Lábasház, Sopron (exposition en solo des grands prix de la IIIe Biennale)
- 1984 - Studio Lobmeyr (avec Zoltán Bohus et György Buczkó), Vienne
- 1984 - Modern Hungarian Nodals (Nodals and Anti–Nodals) Goldsmiths' Hall, Londres
- 1984 - Christ Church, Oxford
- 1985 - Galerie de Pécs (avec Zoltán Bohus), Pécs
- 1985 - Galerie de Kaposvár (avec Zoltan Bohus), Kaposvár
- 1985 - Heller Gallery, New York
- 1986 - Galerie Ingrid Mensendiek, Düsseldorf
- 1986 - Coleridge Gallery, Londres
- 1986 - Galerie d'Amon, Paris
- 1987 - Mary Lugossy, Zoltán Bohus, Kunst im Rathaus, Fellbach
- 1987 - Musée des 20 Jahrhunderts, Vienne (Autriche)
- 1987 - Galerie Trois, Genève
- 1988 - Sculptures de verre, musée de Tihany (avec Zoltán Bohus et György Buczkó), Tihany
- 1989 - Exposition Lugossy Mária - EST -, salle Kamaraterem du Műcsarnok, Budapest
- 1989 - Habatat Gallery, Détroit, États-Unis (avec Zoltán Bohus)
- 1989 - Galerie D'Amon, Paris
- 1990 - Galerie L., Hambourg (avec Zoltán Bohus)
- 1991 - Ueda Gallery (avec Zoltán Bohus), Tokyo
- 1992 - Salle d'exposition Zárványok de la rue Dorottya, Budapest
- 1993 - Carpe Diem Galerie, Paris
- 1993 - Forum économique mondial, Davos
- 1993 - NIKI Gallery, Tokyo
- 1994 - Habatat Galleries, Detroit (avec Zoltán Bohus)
- 1995 - Exposition inaugurale de l'Académie, Galerie municipale (Fővárosi Képtár), Budapest
- 1996 - Galerie L., Hambourg (avec Zoltán Bohus)
- 1997 - Galerie Vigadó, Budapest (catal.)
- 1997 - San Nicolo Galerie, Venise
- 1997 - G. Rob van den Doel, La Haye
- 1998 - Galerie du musée d'art de la ville (avec Zoltán Bohus), Győr
- 2000 - Galerie de la rue Dorottya, Budapest
- 2001 - Musée du château, Tata
- 2001 - Galerie Chef d’œuvre (Mestermű), Veszprém
- 2001 - Foire du livre de Francfort, Francfort
- 2001 - Galerie de Víziváros, Budapest
- 2002 - Galerie Pyramide de verre (Üvegpiramis), Budapest
- 2004 - L'âge de glace (Jégkorszak), Műcsarnok, Budapest
- 2009 - Plasztika, Galerie de Víziváros, Budapest

## Expositions de groupe
- 1973 - XVe triennale internationale, Palazzo del'Arte, Milan
- 1975 - Exposition de beaux-arts du jubilé, Műcsarnok, Budapest
- 1977 à 1985 - Ie à Ve Biennales Numismatiques Nationales, maison Lábasház, Sopron
- 1978 - Exposition de sculpture hongroise, Műcsarnok, Budapest
- 1979 - XV. Biennale Internazionale della Piccola Scultura, Padoue
- 1979 - Exposition numismatique hongroise, Helsinki, Stockholm
- 1979 - FIDEM, XVIIe Congrès et Exposition, Lisbonne
- 1979 - Jours hongrois, exposition d'art contemporain, Florence, Milan
- 1980 - Licht-Form-Gestalt, Kunstmuseum, Dusseldorf
- 1980 - Biennale internationale de sculpture, Monza
- 1981 - Glaskunst '81, Orangerie, Cassel
- 1981 - Foire des Galeries d'Art, Bari, Italie
- 1981 - Bijoux et art textile, Collegium Hungaricum, Vienne (Autriche)
- 1981 - Art hongrois, Kunstmuseum, Göteborg, Stockholm : Konsthall, Malmö
- 1982 - Exposition nationale d'art, Műcsarnok, Budapest
- 1982 - Art hongrois, Galerie Levy, Hambourg
- 1982 - Exposition numismatique hongroise, Musée Pouchkine, Leningrad, Moscou
- 1982 - 12 artistes hongrois, exposition de la Galerie de Józsefváros
- 1982 - Galerie San Carlo
- 1982 - Foire Graphique Internationale, Bilbao, Espagne
- 1982 - Az Üveg (Le verre), Galerie Vigadó, Budapest
- 1982 - Sculpture de verre hongroise, Suomen Lasimuseo, Riihimäki, en Finlande
- 1983 - Exposition Internationale du Verre, Valence, Espagne
- 1983 - Essener Glasgalerie, Essen
- 1983 - Tendencias de la Escultura Hungaria Contemporanea, Direccion General de la Salas (Internationales) de Bellas Artes & Archivos, Madrid
- 1983 - Fondation Gulbenkian, Lisbonne
- 1983 - International Glascentrum, La Haye
- 1984 - Sculpture de verre, musée Ernst de Budapest
- 1984 - Exposition numismatique hongroise, Londres, Oxford
- 1984 - Bijoux contemporains hongrois, Electrum Gallery, Londres
- 1984 - Sculptur on in Glas, Lucerne
- 1984 - Sieben Künstler – ein material, Glas Galerie, Lucerne
- 1985 - Contemporary Visual Art in Hungary, Glasgow School of Art, Glasgow
- 1985 - Galerie István Csók, Székesfehérvár
- 1985 - Skulpturische Glas, La Haye, Rotterdam
- 1985 - II. Coburger Glaspreis, Veste Coburg, Cobourg
- 1985 - Künstlerinnen in Glas–Galerie aus Europe, Lucerne
- 1985 - L'art du Verre à Rouen, Musée des Beaux-Arts de Rouen
- 1985 - World Glass Now '85, Sapporo, Japon
- 1986 - International New Art Form, Art Fair, Chicago
- 1986 - Exhibition of Contemporary Hungarian Sculpture, John B. Aird Gallery, Toronto
- 1986 - III. Triennale Kleinplastik, Fellbach
- 1986 - Le Verre au Féminin en Europe, Transparence Galerie, Bruxelles
- 1987 - Lehrer und Schüler, Galerie Heidi Schneider, Horgen
- 1987 - Art contemporain hongrois, Műcsarnok, Budapest
- 1987 - Zeitgenössische Bildende Kunst aus Ungarn, Galerie der Künstler, Munich
- 1987 - Aktuelle Ungarische Kleinplastik, Dortmund
- 1987 - VIe Biennale numismatique nationale, maison Lábasház, Sopron
- 1987 - VIIe exposition internationale de petites sculptures de Budapest, Műcsarnok, Budapest
- 1988 - Glaskunst aus Ungarn, Glasmuseum, Frauenau
- 1988 - Contemporary Hungarian Glass, La Haye, Maastricht
- 1988 - Exposition d'art hongrois, Aix-la-Chapelle
- 1988 - Les Matériaux (FRAC), Rouen
- 1989 - 16th Annual Glass International Invitational, Habatat Galleries
- 1989 - XXI. FIDEM, Colorado Springs, USA
- 1989 - Expressions en verre, Musée des Arts Décoratifs, Lausanne
- 1989 - Le Verre Grandeur Nature, Florel des Paris
- 1990 - The Suntory Prize '90, Suntory Museum of Art, Tokyo
- 1990 - Glass '90 au Japon, Tokyo
- 1990 - Neues Glas in Europe, Kunstmuseum, Dusseldorf
- 1991 - Les 10 ans du prix Smohay, Galerie István Csók, Székesfehérvár
- 1991 - BIVA Biennale Internationale du Verre d'Art Contemporain, Musée Léger, Biot
- 1991 - 19th Annual International Glass Invitational, Habatat Galleries, Detroit, États-Unis
- 1991 - Voyage Extrême, Galerie Carpe Diem, Paris
- 1991 - Friends of Birdyland, Galerie Carpe Diem, Paris
- 1992 - Triennale International de Sculpture, Osaka
- 1993 - Stúdióüveg (verre studio), Galerie de Szentendre, Szentendre
- 1994 - Années 1980 - Art, Musée Ernst, Budapest
- 1994 - World Glass Now '94, Sapporo
- 1994 - Le nouveau siècle européen du design, Tokyo
- 1995 - Keleti inspirációk (Inspirations orientales), palais Sándor, Budapest
- 1995 - Bartók dans les beaux-arts, Musée d'histoire de la Musique, Budapest
- 1995 - Helyzetkép/Magyar Szobrászat (Situation / Sculpture hongroise), Műcsarnok, Budapest
- 1996 - In memoriam 1956, Maison de la Culture, Mosonmagyaróvár
- 1996 - Suntory Prize '96, Suntory Museum of Art, Tokyo
- 1997 - G. A. S. Expo et conférence, Foster/White Gallery, Seattle
- 1998 - Az üveghegyen innen és túl (Avant et au-delà de la Montagne de Verre), Musée Dezső Laczkó, Veszprém
- 1998 - Prix Nívódíj à l'exposition souvenir de 1848, Université de Veszprém, Veszprém
- 1998 - FIDEM, La Haye
- 1998 - Sculpture monumentale, Bryan Ohno Gallery, Seattle.
- 2012 - Galerie de l'ancienne colonie d'artistes (Régi Művésztelep), Szentendre, Imre Ámos et le XXe siècle - exposition d'art contemporain

## Ses œuvres dans des collections publiques

### Allemagne
- Kunstsammlungen der Veste Coburg, Cobourg ;
- Kunstmuseum, Dusseldorf ;
- Stadt Fellbach ;
- Glasmuseum, Frauenau ;
- Musée, Rheinbach ;

### Danemark
- Glasmuseum, Ebeltoft ;

### États-Unis
- Detroit Institute of Arts, Détroit ;
- Corning Museum of Glass, New York ;
- Liberty Museum, Philadelphie ;

### France
- Musée des arts décoratifs, Paris ;
- Musée des beaux-arts, Rouen ;
- Musée du verre, Sars-Poteries ;

### Hongrie
- Galerie nationale hongroise, Budapest ;
- Galerie municipale (Fővárosi Képtár), Budapest ;
- Musée Janus Pannonius, Pécs ;
- Musée Franz Liszt, Sopron ;
- Musée Saint-Étienne (Szent István Király Múzeum), Székesfehérvár ;
- Galerie de Szombathely, Szombathely ;
- Musée Savaria, Szombathely ;
- Musée Dezső Laczkó, Veszprém ;

### Japon
- Suntory Museum of Art, Tokyo ;
- Shimonoseki City Art Museum, Yamaguchi ;
- Yokohama Museum, Yokohama ;

### Royaume-Uni
- British Museum, Londres ;

### Suisse
- Musée des arts décoratifs, Lausanne.